# Antonio Francesco Tenaglia

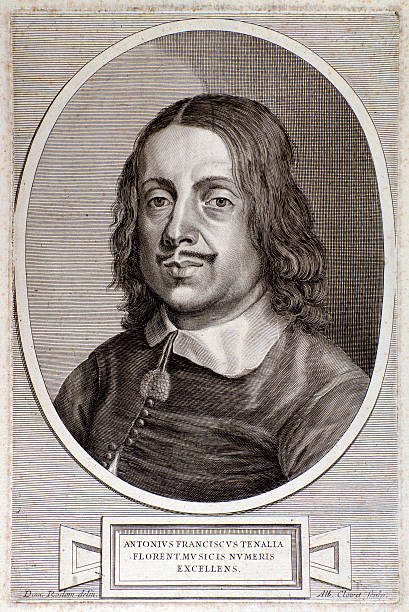
Francesco Antonio Tenaglia

Antonio Francesco Tenaglia (* zwischen 1610 und 1620 in Florenz; † 1672 in Rom) war ein italienischer Lautenist, Cembalist und Komponist des Barock.

## Leben und Werk
Antonio Francesco Tenaglia ließ sich in Rom nieder. 1644 trat er zunächst in Dienste von Kardinal Camillo Pamphili und wenig später von Kardinal Antonio Barberini. Nach einem Auslandsaufenthalt in den Jahren zwischen 1648 und 1654 bei Leopold Wilhelm von Österreich in Brüssel kehrte er nach Rom zurück. Er wirkte dort als Lautenist und Cembalist, zeichnete sich aber vor allen Dingen als Komponist aus. In Rom wurden seine Opern Il Giudizio de Paride (1656) nach einem Libretto von Giovanni Lotti und Clearco (1661) nach einem Libretto von Ludovico Cortesi aufgeführt. Er komponierte auch Kantaten, Madrigale und Arien.